# Megaron
Mégaron (starogrško μέγαρον) je preprosta zgradba na pravokotnem tlorisu s preddverjem in eno sobo z ognjiščem.
V grških palačnih kompleksih je imela veliko pravokotno dvorano z odprtim bolj ali manj osrednjim ognjiščem in okulusom (očesom) za odvajanje dima nad njim, obkrožena je bila s štirimi stebri, preddverjem in verando z dvema stebroma. Znan je bil predvsem na Egejskih otokih zaradi odprte verande, ki je bila običajno podprta s stebri. Vhod je bil ob krajši steni, tako da je bila globina večja od širine. Okoli osrednjega megarona je bilo pogosto veliko sob (arhivski prostori, pisarne, prostor za stiskanje olja, delavnice, lončarske delavnice, svetišča, hodniki, orožarne in skladiščni prostori za vino, olje in pšenico).

## Konstrukcija
Konstrukcija megarona nakazuje podobo za morebitno postavitev grških templjev. Ima vhod s stebri, portik in osrednji naos ali celo. Zasnova megarona izvira iz Rusije, kar velja za najzgodnejše datirane primere, ti izvirniki pa so iz neolitika. Zgodnji megaron je imel enokapno streho, pa tudi druge vrste streh, kot so ravne in sodčkaste strehe. V ostankih zgodnjih megaronov so vedno uničene, tako da natančna vrsta strehe ni znana. 
Tla so bila iz vzorčastega betona, pokrita s preprogo. Na stenah so bile slike oziroma freske, pogosto v feničanskem slogu. Megaron je predhodnik vseh objektov v arhitekturni teoriji. Prvotno je bil zelo barvit, narejen v minojskem arhitekturnem slogu, notranjost je bila izdelana iz žgane opeke z leseno streho, podprto na nosilcih. Strehe so bile prekrite s keramičnimi in terakotnimi ploščicami. Kovinska vrata so bila okrašena z lesom, pogosto so bila dvokrilna, uporabljali so tudi nožne kopeli. Večja širina od dolžine je bila podobna konstrukciji zgodnjega dorskega templja.

## Namen
Megaron je bil namenjen za branje poezije, praznovanja, srečanja in čaščenja. Uporabljali so ga tudi za opravljanje kraljevskih nalog in kraljevske sprejeme. Njegova verska vloga je bila žrtvovanje živali, pogosto htonskih božanstev.

## Primeri
Slavni megaron je velika sprejemna kraljeva dvorana v palači Tirint. Glavna soba, v kateri je bil postavljen prestol ob desni steni, je imela osrednje ognjišče s štirimi lesenimi stebri v minojskem slogu, ki so bili podpora za streho. To je bil vpliv Krete in se je razvil v vrsti palač iz minojske arhitekture. To so prevzeli Mikenci, zato je značilno grški. Freske iz Pilosa kažejo uživanje hrane in pijače, kar so bile pomembne dejavnosti v grški kulturi. Na številnih grških freskah so pogosti biki.
Drugi znani osrednji megaroni so v Tebah, Mikenah in Pilosu. Megaroni so bili zelo okrašeni in ravno po okrasju se razlikujejo med seboj. Različne grške kulture so imele svoje posebne megarone; ljudje s celine so večinoma ločili svoj osrednji megaron od drugih prostorov, česar na Kreti niso poznali.